# 大衛·金·克里斯騰森
大衛·金·克里斯騰森（丹麥語：David Kim Kristensen，1995年10月10日—），丹麥男子羽毛球運動員。

## 簡歷
2017年11月，大衛·金·克里斯騰森出戰挪威羽毛球國際賽男子單打項目，在決賽中以1比2的成績（22-20、12-21、15-21）不敵印尼選手赫尔曼夏，屈居亞軍。

## 主要比賽成績
只列出曾進入準決賽的國際賽事成績：
| 年份   | 賽事             | 公開賽級別 | 項目     | 成績   |
| ------ | ---------------- | ---------- | -------- | ------ |
| 2016年 | 冰島羽毛球國際賽 | 國際系列賽 | 男子單打 | 準決賽 |
| 2017年 | 波蘭羽毛球國際賽 | 國際系列賽 | 男子單打 | 準決賽 |
| 2017年 | 挪威羽毛球國際賽 | 國際系列賽 | 男子單打 | 亞軍   |
| 2018年 | 挪威羽毛球國際賽 | 國際系列賽 | 男子單打 | 準決賽 |

| 2007-2017年 | 首要超級賽 | 超級賽 | 黃金大獎賽 | 大獎賽 | 國際挑戰賽 | 國際系列賽 | 未來系列賽 | 其他 |

| 2018-2026年 | 總決賽 | 超級1000賽 | 超級750賽 | 超級500賽 | 超級300賽 | 超級100賽 | 國際挑戰賽 | 國際系列賽 | 未來系列賽 | 其他 |